# H-Back
Der H-Back (aus dem engl. hybrid back) ist eine Spielposition in der Offense beim American Football. Es handelt sich hierbei um einen Spieler mit der Physis eines Tight End, der aber wie ein Fullback hinter der Line of Scrimmage steht.
In der Frühzeit der Super-Bowl-Ära war es üblich, dass die eigene Offense den gegnerischen Pass Rush an der Line of Scrimmage durch die Offensive Line und den Tight End aufhielt. Doch Anfang der 1980er-Jahre entwickelten viele Defenses so viel Druck, dass die Notwendigkeit erwuchs, auch hinter der Line of Scrimmage gründlich zu blocken. Da gewöhnliche Running- bzw. Fullbacks nicht hierfür ausgebildet waren, führten Head Coaches wie z. B. Joe Gibbs von den Washington Redskins den H-Back ein, der die Blockfähigkeiten eines Tight End mit der nach hinten versetzten Aufstellung eines Fullbacks kombinierte. Gibbs führte die Position hauptsächlich ein, um den starken Pass Rush der New York Giants um Lawrence Taylor zu kontern – von einem H-Back wird aber auch wie bei einem Fullback erwartet, bei Laufspielzügen sowohl als Vorblocker als auch als Ballträger effektiv zu sein.